# Seznam slezských šlechtických rodů, O
Tento seznam obsahuje výčet šlechtických rodů, které byly v minulosti spjaty s územím Slezska. Podmínkou uvedení je držba majetku, která byla v minulosti jedním z hlavních atributů šlechty, případně, zejména u šlechty novodobé, jejich služby ve státní správě na území Slezska či podnikatelské aktivity. Platí rovněž, že u šlechty, která nedržela konkrétní nemovitý majetek, jsou uvedeny celé rody, tj. rodiny, které na daném území žily alespoň po dvě generace, nejsou tudíž zahrnuti a počítáni za domácí šlechtu jednotlivci, kteří ve Slezsku vykonávali pouze určité funkce (politické, vojenské apod.) po přechodnou či krátkou dobu. Nejsou rovněž zahrnuti církevní hodnostáři z řad šlechty, kteří pocházeli ze šlechtických rodů z jiných zemí.

## O
- Obešlíkové z Lipultovic
- Oderští z Ludéřova[1]
- Odkolkové z Újezdce[1]
- z Ochab [1]
- Ojířové z Protivce
- Olšanští z Olšan[1]
- Olšovcové z Louky[1]
- Olšovští z Olšovic[1]
- Oppersdorfové
- Opršálové z Jetřichovic[1]
- Oprostovští z Bělic[1]
- z Orle[1]
- Orlíkové z Laziska
- Osinští z Žitné[1]
- Ostromečtí z Ostromecka[1]
- Ostrovští ze Skalky[1]
- Otislavové z Kopenic